# Women Hellas Verona 2023-2024
Questa voce raccoglie le informazioni riguardanti la Women Hellas Verona Società Sportiva Dilettantistica nelle competizioni ufficiali della stagione  2023-2024.

## Stagione
Per la stagione 2023-2024 la società decide di riconfermare la coppia di allenatori, Matteo Pachera e il suo secondo Andrea Zangrandi, che avevano portato a termine la conduzione della squadra nella stagione precedente centrando un 5º posto in classifica nel campionato di serie B femminile 2022-2023. Nella sessione estiva di calciomercato il Verona opera soprattutto nel settore centrale dello schieramento, andando a compensare le calciatrici in uscita tra le quali Pellinghelli, Vergani e Giai accasate in squadre di Serie A. Tra le ragazze in entrata anche Stefania Dallagiacoma che lascia la squadra del derby veronese, il ChievoVerona FM.
Durante tutta la stagione le scaligere rimangono nella parte alta della classifica di campionato, assestandosi dopo la 6ª giornata tra il 5º e il 6º con il quale chiuderanno il torneo grazie anche al contributo dell'attaccante svedese Alice Söndergaard giunta in prestito dalla Sampdoria durante il mercato invernale, per lei 10 reti su 14 incontri disputati, terza migliore realizzatrice gialloblu dopo Rognoni (19) e Peretti (11).
In Coppa Italia, dopo il passaggio del turno superando di misura il San Marino ai sedicesimi di finale, la sua corsa viene interrotta dal Milan che con il pesante risultato di 7-2 eliminano il Verona dal torneo agli ottavi di finale.

## Divise e sponsor
La tenuta di gioco è la stessa della squadra maschile del Verona. Viene confermato lo sponsor ufficiale, Sinergy, mentre il nuovo fornitore di materiale tecnico è Joma,.
| Casa | Trasferta | Terza divisa |

## Organigramma societario
Organigramma tratto dal sito ufficiale, aggiornato al 22 giugno 2024.
Area tecnica
- Allenatore: Matteo Pachera
- Allenatore in seconda: Andrea Zangrandi
- Allenatore dei portieri: Michele Martello
- Preparatori atletici: Eugenio Turri, Nicola Sorio
- Fisioterapisti: Giacomo Barbini, Emilio Telluri
- Match Analyst: Fabio Donadello
- Responsabile sanitario: Michele Braggio

## Rosa
Rosa, ruoli e numeri di maglia tratti dal sito ufficiale.
| N. |                   | Ruolo | Calciatrice        |
| -- | ----------------- | ----- | ------------------ |
| 1  | Canada (bandiera) | P     | Margot Shore       |
| 3  | Italia (bandiera) | D     | Michela Ledri      |
| 4  | Italia (bandiera) | C     | Irene Lotti        |
| 6  | Italia (bandiera) | D     | Sofia Meneghini    |
| 7  | Italia (bandiera) | C     | Rossella Sardu     |
| 9  | Svezia (bandiera) | A     | Alice Söndergaard  |
| 10 | Italia (bandiera) | A     | Rachele Peretti    |
| 11 | Italia (bandiera) | C     | Federica Anghileri |
| 13 | Italia (bandiera) | D     | Giulia Bursi       |
| 14 | Italia (bandiera) | P     | Chiara Valzolgher  |
| 15 | Italia (bandiera) | D     | Gaia Datres        |
| 17 | Italia (bandiera) | A     | Veronica Pasini    |
| 20 | Italia (bandiera) | C     | Kristin Carrer     |

| N. |                   | Ruolo | Calciatrice           |
| -- | ----------------- | ----- | --------------------- |
| 21 | Italia (bandiera) | C     | Ilaria Veronese       |
| 22 | Italia (bandiera) | D     | Alessia Pecchini      |
| 23 | Italia (bandiera) | A     | Alessia Rognoni       |
| 24 | Italia (bandiera) | D     | Jenny Requirez        |
| 25 | Italia (bandiera) | C     | Elisa Mariani         |
| 26 | Italia (bandiera) | C     | Giulia Mancuso        |
| 28 | Italia (bandiera) | C     | Silvia Zanni          |
| 29 | Italia (bandiera) | A     | Stefania Dallagiacoma |
| 36 | Italia (bandiera) | A     | Giulia Bison          |
| 49 | Grecia (bandiera) | D     | Christianna Kiamou    |
| 55 | Italia (bandiera) | D     | Laura Capucci         |
| 99 | Italia (bandiera) | D     | Sara Corsi            |
|    | Italia (bandiera) | A     | Maddalena Totolo      |

## Calciomercato

### Sessione estiva
| Acquisti | Acquisti              | Acquisti         | Acquisti      |
| R.       | Nome                  | da               | Modalità      |
| -------- | --------------------- | ---------------- | ------------- |
| P        | Chiara Valzolgher     | Trento Clarentia | definitivo    |
| D        | Christianna Kiamou    | Cesena           | definitivo    |
| C        | Kristin Carrer        | Ravenna          | definitivo    |
| C        | Stefania Dallagiacoma | ChievoVerona FM  | definitivo    |
| C        | Virginia Gidoni       | Cesena           | fine prestito |
| C        | Elisa Mariani         | Ravenna          | definitivo    |
| C        | Silvia Zanni          | Cesena           | definitivo    |

| Cessioni | Cessioni           | Cessioni   | Cessioni   |
| R.       | Nome               | a          | Modalità   |
| -------- | ------------------ | ---------- | ---------- |
| D        | Alice Pellinghelli | Napoli     | definitivo |
| D        | Francesca Quazzico | Ternana    | definitivo |
| D        | Bianca Vergani     | Inter      | definitivo |
| C        | Elisa Casellato    | Tavagnacco | definitivo |
| C        | Alice Giai         | Napoli     | definitivo |

### Sessione invernale
| Acquisti | Acquisti          | Acquisti  | Acquisti    |
| R.       | Nome              | da        | Modalità    |
| -------- | ----------------- | --------- | ----------- |
| A        | Alice Söndergaard | Sampdoria | in prestito |

| Cessioni | Cessioni       | Cessioni   | Cessioni   |
| R.       | Nome           | a          | Modalità   |
| -------- | -------------- | ---------- | ---------- |
| C        | Kristin Carrer | San Marino | definitivo |
| A        | Giulia Bison   | Juventus   | definitivo |

## Risultati

### Serie B

#### Girone di andata
| Arbitro: | Garbo (Monza) |

|  |           |                |
|  | Marcatori | 73’ Popadinova |

| Arbitro: | Paccagnella (Bologna) |

|                          |           |                                     |
| Dubini 19’ Lattanzio 75’ | Marcatori | 3’, 6’, 38’, 49’ Rognoni 42’ Pasini |

| Arbitro: | Faye (Brescia) |

|                            |           |  |
| Bison 1’, 26’ Kiamou 45+1’ | Marcatori |  |

| Arbitro: | Rinaldi (Novi Ligure) |

|                               |           |                                  |
| Burbassi 28’ Pinna 32’ (rig.) | Marcatori | 49’ Capucci 67’ Pasini 90’ Sardu |

| Arbitro: | Ranieri (Como) |

|                                                       |           |  |
| Rognoni 22’ Bison 65’, 79’ Anghileri 81’ Requirez 84’ | Marcatori |  |

| Arbitro: | Masi (Pontedera) |

|                                                                                 |           |             |
| Gago 10’, 38’ Ambrosi 24’ Fracaros 36’ (rig.), 56’ Nichele 57’ Spyridonidou 75’ | Marcatori | 86’ Rognoni |

| Arbitro: | Dania (Milano) |

|                                           |           |  |
| Peretti 9’, 22’ Meneghini 14’ Rognoni 55’ | Marcatori |  |

| Arbitro: | Bernardini (Ciampino) |

|                                  |           |  |
| Meneghini 5’ (aut.) Lombardo 57’ | Marcatori |  |

| Arbitro: | Nuzzo (Seregno) |

|                                                                         |           |  |
| Sardu 10’ Peretti 24’, 39’ Rognoni 29’ Dallagiacoma 41’ Meneghini 90+2’ | Marcatori |  |

| Arbitro: | Giallorenzo (Sulmona) |

|             |           |             |
| Petrova 67’ | Marcatori | 44’ Rognoni |

| Verona 17 dicembre 2023, ore 14:30 CET 11ª giornata | Verona          | 0 – 0 referto referto 2 | Brescia | Stadio Aldo Olivieri\| Arbitro: \| Borghi (Modena) \| |
| Arbitro:                                            | Borghi (Modena) |                         |         |                                                       |

| Arbitro: | Bonasera (Enna) |

|            |           |             |
| Picchi 83’ | Marcatori | 47’ Peretti |

| Arbitro: | Dell'Oro (Sondrio) |

|                                             |           |  |
| Dallagiacoma 44’, 58’ Rognoni 52’ Lotti 62’ | Marcatori |  |

| Arbitro: | Zadrima (Pistoia) |

|                                 |           |                               |
| Pinna 32’ (rig.) V. Colombo 76’ | Marcatori | 7’, 43’ Rognoni 89’ Anghileri |

| Arbitro: | Vailati (Crema) |

|  |           |                                         |
|  | Marcatori | 1’, 45’ Tamborini 16’ Nano 90+1’ Jansen |

#### Girone di ritorno
| Arbitro: | Molinaro (Lamezia Terme) |

|                             |           |                 |
| Visentin 41’ S. Colombo 48’ | Marcatori | 38’ Søndergaard |

| Arbitro: | Giannì (Reggio Emilia) |

|                                                                           |           |  |
| Søndergaard 18’ Dallagiacoma 31’ Rognoni 42’ (rig.) Ledri 71’ Mancuso 78’ | Marcatori |  |

| Arbitro: | Frasynyak (Gallarate) |

|                  |           |               |
| Bargi 27’ (rig.) | Marcatori | 66’ Meneghini |

| Arbitro: | Marinoni (Lodi) |

|                       |           |                       |
| Zanni 51’ Peretti 83’ | Marcatori | 33’ Martín 90+5’ Zito |

| Arbitro: | Copelli (Mantova) |

|  |           |                                       |
|  | Marcatori | 25’ Zanni 34’ Peretti 40’ Söndergaard |

| Arbitro: | Passarotti (Mantova) |

|  |           |              |
|  | Marcatori | 77’ Kongoulī |

| Arbitro: | Mammoli (Perugia) |

|                  |           |                              |
| Imprezzabile 87’ | Marcatori | 67’ Ledri 69’ (rig.) Rognoni |

| Arbitro: | Di Renzo (Bolzano) |

|                           |           |                 |
| Peretti 2’ Söndergaard 3’ | Marcatori | 12’, 73’ Pirone |

| Arbitro: | Perenzoni (Rovereto) |

|           |           |                                    |
| Magni 76’ | Marcatori | 66’ Rognoni 85’, 90+4’ Söndergaard |

| Arbitro: | Vincenzi (Bologna) |

|                                                                                 |           |                          |
| Sardu 21’ Zanni 22’, 60’ Peretti 23’ Rognoni 55’ Söndergaard 72’, 75’ Bursi 81’ | Marcatori | 84’ Iannazzo 90’ Montesi |

| Arbitro: | Antonini (Rimini) |

|             |           |                      |
| Menassi 62’ | Marcatori | 90+5’ (rig.) Peretti |

| Arbitro: | Kovacevic (Arco Riva) |

|  |           |                       |
|  | Marcatori | 11’, 25’ (rig.) Landa |

| Arbitro: | Martini (Valdarno) |

|                |           |                                  |
| Barbieri 90+1’ | Marcatori | 28’, 32’ Rognoni 35’ Söndergaard |

| Arbitro: | Brozzoni (Bergamo) |

|                                                                     |           |  |
| Söndergaard 10’ Requirez 26’ Rognoni 33’ Peretti 56’ Lotti 78’, 89’ | Marcatori |  |

| Arbitro: | Cipolloni (Foligno) |

|                           |           |           |
| Sechi 36’ Risina 45’, 88’ | Marcatori | 77’ Lotti |

### Coppa Italia

#### Fase a eliminazione diretta
| Arbitro: | Ubaldi (Fermo) |

|  |           |             |
|  | Marcatori | 41’ Rognoni |

| Arbitro: | Muccignato (Pordenone) |

|                      |           |                                                                          |
| Pasini 27’ Ledri 49’ | Marcatori | 17’, 25’, 52’ Grimshaw 43’ (rig.), 63’ Laurent 47’ Fusetti 87’ Jonušaitė |

## Statistiche

### Statistiche di squadra
| Competizione | Punti | In casa | In casa | In casa | In casa | In casa | In casa | In trasferta | In trasferta | In trasferta | In trasferta | In trasferta | In trasferta | Totale | Totale | Totale | Totale | Totale | Totale | DR  |
| Competizione | Punti | G       | V       | N       | P       | Gf      | Gs      | G            | V            | N            | P            | Gf           | Gs           | G      | V      | N      | P      | Gf     | Gs     | DR  |
| ------------ | ----- | ------- | ------- | ------- | ------- | ------- | ------- | ------------ | ------------ | ------------ | ------------ | ------------ | ------------ | ------ | ------ | ------ | ------ | ------ | ------ | --- |
| Serie B      | 52    | 15      | 8       | 3       | 4       | 45      | 14      | 15           | 7            | 4            | 4            | 29           | 27           | 30     | 15     | 7      | 8      | 74     | 41     | +33 |
| Coppa Italia | -     | 1       | 0       | 0       | 1       | 2       | 7       | 1            | 1            | 0            | 0            | 1            | 0            | 2      | 1      | 0      | 1      | 3      | 7      | -4  |
| Totale       | -     | 16      | 8       | 3       | 5       | 47      | 21      | 16           | 8            | 4            | 4            | 30           | 27           | 32     | 16     | 7      | 9      | 77     | 48     | +29 |

### Andamento in campionato
| Giornata  | 1 | 2 | 3 | 4 | 5 | 6 | 7 | 8 | 9 | 10 | 11 | 12 | 13 | 14 | 15 | 16 | 17 | 18 | 19 | 20 | 21 | 22 | 23 | 24 | 25 | 26 | 27 | 28 | 29 | 30 |
| --------- | - | - | - | - | - | - | - | - | - | -- | -- | -- | -- | -- | -- | -- | -- | -- | -- | -- | -- | -- | -- | -- | -- | -- | -- | -- | -- | -- |
| Luogo     | C | T | C | T | C | T | C | T | C | T  | C  | T  | C  | T  | C  | T  | C  | T  | C  | T  | C  | T  | C  | T  | C  | T  | C  | T  | C  | T  |
| Risultato | P | V | V | V | V | P | V | P | V | N  | N  | N  | V  | V  | P  | P  | V  | N  | N  | V  | P  | V  | N  | V  | V  | N  | P  | V  | V  | P  |
| Posizione | 9 | 5 | 3 | 3 | 3 | 5 | 5 | 6 | 6 | 6  | 6  | 5  | 5  | 5  | 5  | 6  | 5  | 5  | 5  | 5  | 6  | 6  | 6  | 5  | 5  | 5  | 5  | 5  | 5  | 6  |

Legenda:

Luogo: C = Casa; T = Trasferta. Risultato: V = Vittoria; N = Pareggio; P = Sconfitta.

### Statistiche delle giocatrici
| Giocatore       | Serie B  | Serie B | Serie B     | Serie B    | Coppa Italia | Coppa Italia | Coppa Italia | Coppa Italia | Totale   | Totale | Totale      | Totale     |
| Giocatore       | Presenze | Reti    | Ammonizioni | Espulsioni | Presenze     | Reti         | Ammonizioni  | Espulsioni   | Presenze | Reti   | Ammonizioni | Espulsioni |
| --------------- | -------- | ------- | ----------- | ---------- | ------------ | ------------ | ------------ | ------------ | -------- | ------ | ----------- | ---------- |
| F. Anghileri    | 17       | 2       | 0           | 0          | 1            | 0            | 0            | 0            | 18       | 2      | 0           | 0          |
| G. Bison        | 10       | 4       | 0           | 0          | 1            | 0            | 0            | 0            | 11       | 4      | 0           | 0          |
| G. Bursi        | 21       | 1       | 0           | 0          | 2            | 0            | 0            | 0            | 23       | 1      | 0           | 0          |
| L. Capucci      | 10       | 1       | 0           | 2          | 2            | 0            | 0            | 0            | 12       | 1      | 0           | 2          |
| K. Carrer       | 1        | 0       | 0           | 0          | -            | -            | -            | -            | 1        | 0      | 0           | 0          |
| S. Corsi        | 8        | 1       | 1           | 0          | 0            | 0            | 0            | 0            | 8        | 1      | 1           | 0          |
| S. Dallagiacoma | 29       | 4       | 3           | 0          | 2            | 0            | 0            | 0            | 31       | 4      | 3           | 0          |
| G. Datres       | 0        | 0       | 0           | 0          | 0            | 0            | 0            | 0            | 0        | 0      | 0           | 0          |
| C. Kiamou       | 17       | 1       | 0           | 0          | 1            | 0            | 0            | 0            | 18       | 1      | 0           | 0          |
| M. Ledri        | 29       | 2       | 1           | 0          | 2            | 1            | 0            | 0            | 31       | 3      | 1           | 0          |
| I. Lotti        | 27       | 4       | 2           | 0          | 2            | 0            | 0            | 0            | 29       | 4      | 2           | 0          |
| G. Mancuso      | 17       | 1       | 1           | 1          | 2            | 0            | 0            | 0            | 19       | 1      | 1           | 1          |
| E. Mariani      | 14       | 0       | 0           | 0          | 2            | 0            | 0            | 0            | 16       | 0      | 0           | 0          |
| V.K. Mazza      | -        | -       | -           | -          | 0            | 0            | 0            | 0            | 0        | 0      | 0           | 0          |
| S. Meneghini    | 24       | 3       | 3           | 1          | 1            | 0            | 0            | 0            | 25       | 3      | 3           | 1          |
| V. Pasini       | 4        | 2       | 0           | 0          | 2            | 1            | 1            | 0            | 6        | 3      | 1           | 0          |
| A. Pecchini     | 0        | 0       | 0           | 0          | -            | -            | -            | -            | 0        | 0      | 0           | 0          |
| R. Peretti      | 23       | 11      | 3           | 0          | 1            | 0            | 0            | 0            | 24       | 11     | 3           | 0          |
| J. Requirez     | 28       | 2       | 1           | 0          | 1            | 0            | 0            | 0            | 29       | 2      | 1           | 0          |
| A. Rognoni      | 30       | 19      | 4           | 0          | 2            | 1            | 0            | 0            | 32       | 20     | 4           | 0          |
| R. Sardu        | 30       | 3       | 3           | 0          | 1            | 0            | 0            | 0            | 31       | 3      | 3           | 0          |
| M. Shore        | 28       | -35     | 0           | 0          | 1            | 0            | 0            | 0            | 29       | -35    | 0           | 0          |
| A. Söndergaard  | 14       | 10      | 1           | 0          | -            | -            | -            | -            | 14       | 10     | 1           | 0          |
| M. Totolo       | 1        | 0       | 0           | 0          | -            | -            | -            | -            | 1        | 0      | 0           | 0          |
| C. Valzolgher   | 2        | -4      | 0           | 0          | 1            | -7           | 0            | 0            | 3        | -11    | 0           | 0          |
| I. Veronese     | 7        | 0       | 0           | 0          | -            | -            | -            | -            | 7        | 0      | 0           | 0          |
| S. Zanni        | 30       | 4       | 3           | 0          | 2            | 0            | 0            | 0            | 32       | 4      | 3           | 0          |

## Giovanili

### Organigramma
Area tecnica
- Primavera
  - Allenatore:

### Piazzamenti
- Primavera:
  - Campionato: 10º
  - Torneo di Viareggio: